# Megalyn Echikunwoke

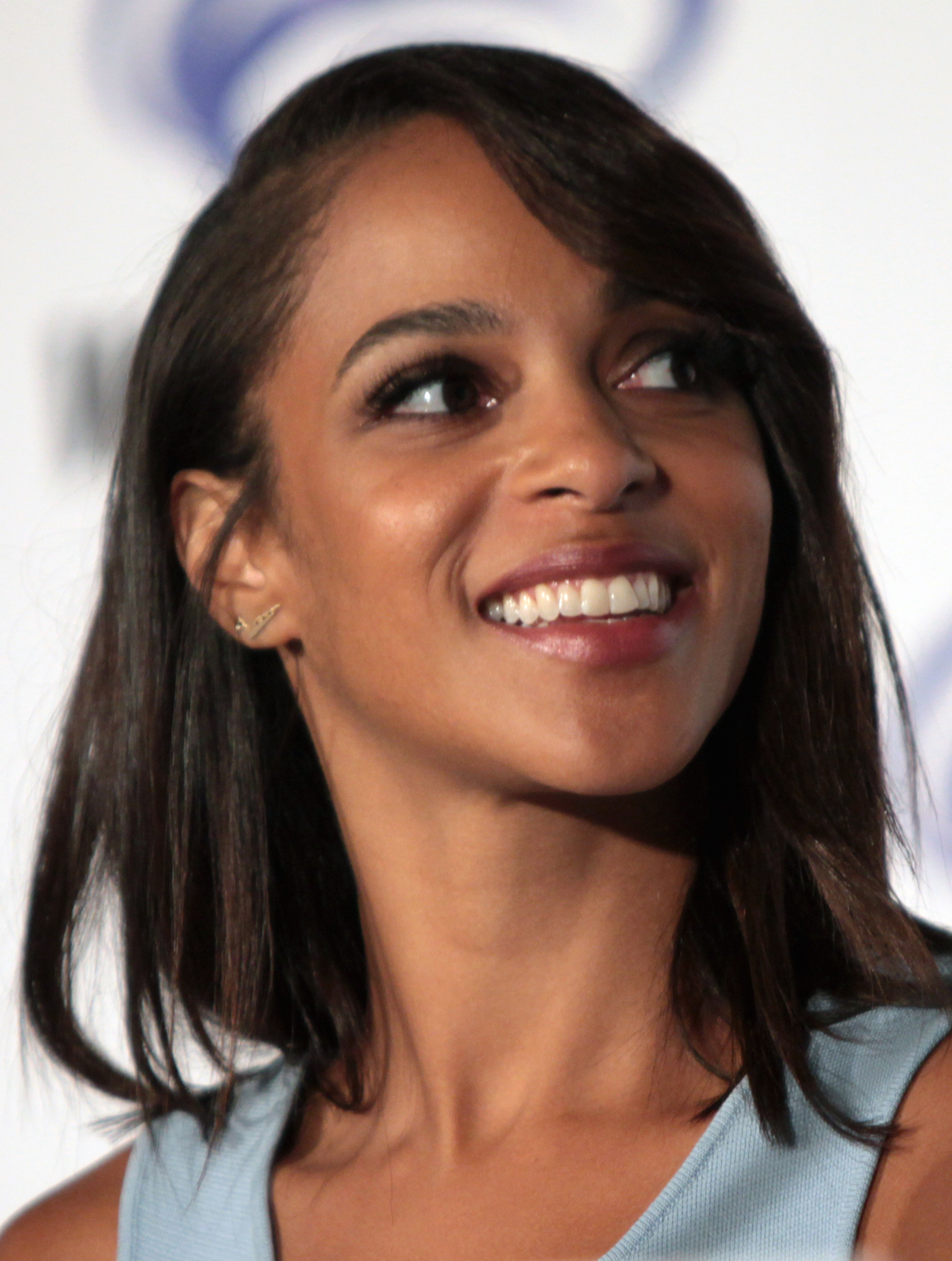
Megalyn Echikunwoke (2016)

Megalyn Echikunwoke (* 28. Mai 1983 in Spokane, Washington) ist eine US-amerikanische Schauspielerin, die bisher insbesondere durch Rollen in Fernsehserien in Erscheinung getreten ist. 2013 wirkte sie neben Bruce Willis im fünften Teil der Stirb-Langsam-Reihe Ein guter Tag zum Sterben mit.

## Leben und Karriere
Echikunwoke wuchs als Tochter eines Nigerianers und einer weißen US-Amerikanerin in einem Navajo-Reservat in Arizona auf, wo ihre Mutter als Krankenschwester arbeitete. Sie hat zwei Brüder und eine Schwester. Ihre Karriere begann im Alter von 15 Jahren, als sie neben u. a. Kim Cattrall in der ABC-Miniserie Creature zu sehen war. In den folgenden Jahren wirkte sie in einzelnen Episoden von mehreren Fernsehserien mit, darunter Boston Public und Emergency Room – Die Notaufnahme. 2001 spielte sie in sechs Folgen der ersten Staffel von 24 als Nicole Palmer mit. Neben kleineren Rollen in Serien wie Buffy – Im Bann der Dämonen, Veronica Mars und Supernatural hatte sie in der Folgezeit ein 23 Episoden umfassendes Engagement bei der kurzlebigen Serie Like Family (2004), wirkte in acht Folgen von Die wilden Siebziger mit und gehörte ab 2006 in insgesamt 25 Folgen der Besetzung von 4400 – Die Rückkehrer an.
2008 bis 2009 war sie in der siebten Staffel der Serie CSI: Miami als Gerichtsmedizinerin Dr. Tara Price zu sehen. In den Jahren 2011 bis 2012 übernahm sie eine Rolle in der Serie 90210.
2013 hatte sie einen kleinen Auftritt in Stirb langsam – Ein guter Tag zum Sterben.

## Filmografie (Auswahl)
- 1998: Creature (Fernsehserie, 2 Folgen)
- 1999: Funny Valentines
- 2001: Boston Public (Fernsehserie, Folge 2x02)
- 2001–2002: 24 (Fernsehserie, 6 Folgen)
- 2002: Emergency Room – Die Notaufnahme (ER, Fernsehserie, Folge 8x17)
- 2002: Hallo Holly (Fernsehserie, Folge 1x06)
- 2003: Buffy – Im Bann der Dämonen (Buffy, Fernsehserie, Folge 7x13)
- 2003–2004: Like Family (Fernsehserie, 23 Folgen)
- 2004–2005: Die wilden Siebziger (That ’70s Show, 8 Folgen)
- 2005: Supernatural (Fernsehserie, Folge 1x13)
- 2006: Camjackers
- 2006–2007: 4400 – Die Rückkehrer (The 4400, Fernsehserie, 25 Folgen)
- 2008: Fix
- 2008–2009: CSI: Miami (Fernsehserie, 23 Folgen)
- 2009: Law & Order: Special Victims Unit (Fernsehserie, Folge 11x10)
- 2011: Algebra in Love (Damsels in Distress)
- 2011–2012: 90210 (Fernsehserie, 7 Folgen)
- 2012: House of Lies (Fernsehserie, 5 Folgen)
- 2013: Stirb langsam – Ein guter Tag zum Sterben (A Good Day to Die Hard)
- 2014: Mind Games (Fernsehserie, 5 Folgen)
- 2014: Electric Slide
- 2014: Night Swim (Kurzfilm)
- 2015: The Following (Fernsehserie, 4 Folgen)
- 2015–2016: Vixen (Webserie, 12 Folgen, Stimme von Mari McCabe/Vixen)
- 2016: Damien (Fernsehserie, 10 Folgen)
- 2016: Arrow (Fernsehserie, Folge 4x15)
- 2017: CHiPs
- 2017: Ghosted (Fernsehserie, Folge 1x03)
- 2018: An Actor Prepares
- 2018: Night School
- 2018: Step Sisters
- 2019: Late Night
- 2019–2020: Almost Family (Fernsehserie, 13 Folgen)
- 2021: Into the Dark (Fernsehserie, Folge 2x12)
- 2022: Emily the Criminal
- 2022: Witchcraft Motion Picture Company Presents: Horror Anthology – Volume 1
- 2022: The Drop
- 2024: Off Shoot (Fernsehserie, Folge 1x05)

## Videospiele
- 2017: Injustice 2 (Stimme von Vixen)
- 2018: Lego DC Super-Villains (Stimme von Vixen)
- 2019: Mortal Kombat 11 (Stimme von Jacqui Briggs)